# Терамо (провінція)
Провінція Терамо (італ. Provincia di Teramo) — провінція в Італії, у регіоні Абруццо.
Площа провінції — 1 947,64 км², населення — 312 880 осіб.
Столицею провінції є місто Терамо.

## Географія

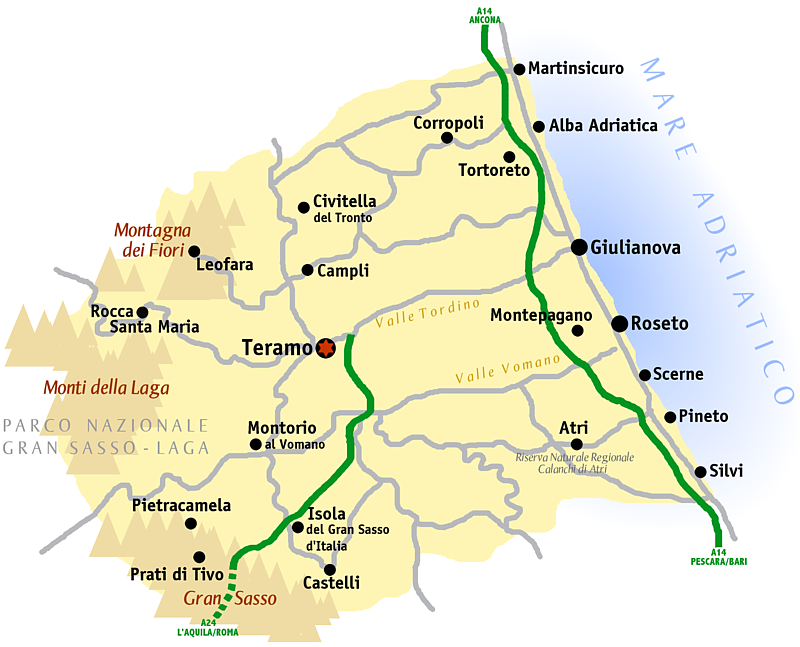
Мапа провінції

Межує на півночі з регіоном Марке (провінцією Асколі-Пічено), на сході з Адріатичним морем, на півдні з провінцією Пескара, з провінцією Л'Аквіла на півдні і на заході, і з регіоном Лаціо на заході (провінцією Рієті).